# گسیل خودبه‌خودی

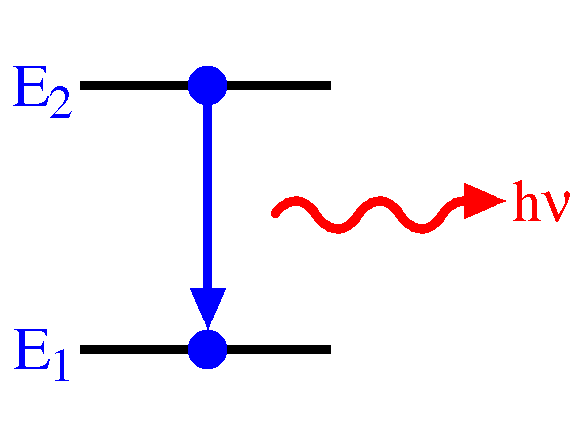
نمایی از نمودار گسیل خودبه‌خودی؛ E 2 – E 1 = Δ E = hν (انرژی فوتون؛ h ثابت پلانک و ν بسامد است.)

گسیل خودبه‌خودی نوعی گسیل است که در آن یک سامانهٔ کوانتومی مانند اتم، مولکول یا هسته اتم از حالت برانگیخته و بدون دخالت میدان الکترومغناطیسی خارجی، به حالت انرژی پایین‌تر (مثلاً حالت پایه) می‌رود و در مقابل انرژی گسیل می‌کند.
اگر یک اتم در حالت برانگیخته در سطح انرژی {\displaystyle E_{2}} باشد و طور خودبه‌خودی به سطح انرژی {\displaystyle E_{1}} برود و اختلاف انرژی بین این دو سطح را به صورت فوتون گسیل بدارد، این فوتون از دارای بسامد زاویه‌ای {\displaystyle \omega } و انرژی {\displaystyle h\nu } خواهد بود که در آن {\displaystyle h} ثابت پلانک و {\displaystyle \nu } بسامد است:
{\displaystyle E_{2}-E_{1}=\hbar \nu }